# أنصار صوت الشباب
أنصار صوت الشباب (بالإنجليزية: Voice of Youth Advocates)‏؛ هي مجلة نصف شهرية أمريكية، أسستها «دوروثي بروديريك» (بالإنجليزية: Dorothy Broderick)‏ مع زميلتها «وماري ك. شيلتون» (بالإنجليزية: Mary K. Chelton)‏؛ وبدأت بالنشر في العام 1978. تصدر المجلة في ماريلاند، وتهتم بمراجعة الكتب، وإمداد أمناء المكتبات بالمعلومات والبيانات، على وجه الخصوص تلك المرتبطة بالكتب والمواد الموجّهة للمراهقين.